# Ecosistema acuático
Los ecosistemas acuáticos son todos aquellos ecosistemas que tienen por biotopo algún cuerpo de agua, como pueden ser: mares, océanos, ríos, lagos, pantanos, arroyos y lagunas. Los dos tipos más destacados son: los ecosistemas marinos y los ecosistemas de agua dulce. Estos últimos pueden ser lénticos (aguas de movimiento lento, incluyendo charcos, estanques y lagos); lóticos (aguas que se mueven más rápido, por ejemplo, arroyos y ríos); y humedales (áreas donde el suelo está saturado o inundado parte del tiempo).

## Tipos

### Ecosistema marino
Los ecosistemas marinos son los más grandes de todos los ecosistemas; incluyen los océanos, los mares y las marismas, entre otros.

### Ecosistemas de agua dulce
Los ecosistemas de agua dulce, ríos y arroyos  son un subconjunto de los ecosistemas acuáticos de la Tierra. Estos incluyen lagos, estanques, ríos, arroyos, manantiales, pantanos y humedales. Se diferencian de los ecosistemas marinos en que el agua de estos últimos tiene un mayor contenido de sal. Los hábitats de agua dulce se pueden clasificar por diferentes factores, como la temperatura, la penetración de la luz, los nutrientes y la vegetación.
Los ecosistemas de agua dulce se pueden dividir en ecosistemas lénticos (agua estancada) y ecosistemas lóticos (agua corriente).

#### Ecosistemas lénticos
Los ecosistemas lénticos son ecosistemas acuáticos en cuerpos de agua cerrados que permanecen en un mismo lugar sin correr, ni fluir. Comprenden todas las aguas interiores que no presentan corriente continua; es decir, aguas estancadas sin ningún flujo de corriente, como los lagos, las lagunas, los estanques y los 
pantanos. Los ecosistemas lénticos se pueden comparar con los ecosistemas lóticos, que involucran aguas terrestres que fluyen, como ríos y arroyos. Juntos, estos dos ecosistemas son ejemplos de ecosistemas de agua dulce.

#### Ecosistemas lóticos
Un ecosistema lótico es el ecosistema de un río, arroyo o manantial, en el cual el movimiento del agua es predominantemente en una dirección, siguiendo el curso que tenga el cuerpo, afectado por factores físicos como: pendiente, caudal, profundidad, sinuosidad, entre otros.
El adjetivo lótico se refiere al agua fluvial, del Latín lotus, participio pasado de lavere, lavar. Los ecosistemas lóticos pueden contrastarse con los ecosistemas lénticos, término que abarca las aguas terrestres relativamente estancadas tales como lagos y estanques. Juntos, estos dos ecosistemas forman el campo de estudio general de la limnología, que puede contrastarse con la oceanografía. 
Las aguas lóticas pueden tener diversas formas, del venero con unos cuantos centímetros a los grandes ríos con un cauce de varios kilómetros de ancho.
A pesar de tales diferencias, las siguientes características comunes hacen de la ecología de las corrientes de agua un hábitat único, distinto de otros hábitats acuáticos:
- El flujo es unidireccional.
- Presenta un estado de cambio físico continuo.
- Hay muchos grados de heterogeneidad espacial y temporal, a todas las escalas (micro-hábitats).
- Gran diversidad de ecosistemas lóticos.
- La biota está especializada para vivir en condiciones fluviales.

El movimiento del agua en los ríos y arroyos se caracterizan por ser predominantemente un movimiento horizontal unidireccional. Existe una interacción continua con su cuenca hidrográfica, donde se produce la contribución permanente de material alóctono, principalmente de origen orgánico (hojas, frutos, insectos acuáticos). 
Por otro lado, la producción de material autóctono en estos ecosistemas se encuentra asociada a la disponibilidad de luz y consecuentemente a la productividad primaria.
La fauna de invertebrados es dominada por la comunidad bentónica y la de vertebrados por peces.

#### Humedales
Un humedal, chucua, o zona húmeda, es una zona de tierra, generalmente plana, cuya superficie se inunda de manera permanente o intermitente. Al cubrirse regularmente de agua, el suelo se satura, quedando desprovisto de oxígeno y da lugar a un ecosistema híbrido entre los puramente acuáticos y los terrestres.
Considerando que el concepto fundamental de un humedal no es el agua como tal sino la "humedad", se puede hablar de "ecosistemas húmedos" interdependientes de las aguas, ya sean superficiales o subterráneas.
La categoría biológica de humedal comprende zonas de propiedades geológicas diversas como ciénagas, esteros, marismas, pantanos, turberas, así como las zonas de costa marítima que presentan anegación periódica por el régimen de mareas (manglares).
Además de ser ambientes y ecosistemas muy importantes en la actualidad, los humedales fueron también muy comunes a lo largo de la historia de la Tierra, pues muchas rocas sedimentarias han sido interpretadas como formadas en antiguos humedales, tanto de agua dulce como costeros.
El Día Mundial de los Humedales se celebra cada 2 de febrero, desde que en 1971 se llevara a cabo la Convención de Ramsar.
Los humedales cubren al menos el seis por ciento de la Tierra y se estima que albergan el 40% de todas las especies de animales y plantas. Se han convertido en un tema central para la conservación debido a los servicios ecosistémicos que brindan. Más de tres mil millones de personas, aproximadamente la mitad de la población mundial, obtienen sus necesidades básicas de agua de humedales de agua dulce continentales. Proporcionan hábitats esenciales para los peces y diversas especies de vida silvestre, y desempeñan un papel vital en la purificación de aguas contaminadas y la mitigación de los efectos dañinos de las inundaciones y las tormentas. Además, ofrecen una amplia gama de actividades recreativas, como pesca, caza, fotografía y observación de la vida silvestre.

## Características

### Características bióticas
Las características bióticas están determinadas principalmente por los organismos que se producen. Por ejemplo, las plantas de los humedales pueden producir cubiertas vegetales densas que cubren grandes áreas de sedimento, o los caracoles o los gansos pueden pastar en la vegetación y dejar grandes llanuras de marea descubiertas. Los ambientes acuáticos tienen niveles de oxígeno relativamente bajos, lo que obliga a los organismos que se encuentran allí a adaptarse. Por ejemplo, muchas plantas de humedales deben producir aerénquima para llevar oxígeno a las raíces. Otras características bióticas son más sutiles y difíciles de medir, como la importancia relativa de la competencia, el mutualismo o la depredación. Hay un número creciente de casos en los que la depredación por parte de herbívoros costeros, incluidos caracoles, gansos y mamíferos, parece ser un factor biótico dominante.

#### Organismos autótrofos
Los organismos autótrofos son productores que generan compuestos orgánicos a partir de material inorgánico. Las algas utilizan la energía solar para generar biomasa a partir del dióxido de carbono y son posiblemente los organismos autótrofos más importantes en los ambientes acuáticos. Cuanto más somera es el agua, mayor es el aporte de biomasa de las plantas vasculares enraizadas y flotantes.
Las bacterias quimiosintéticas se encuentran en los ecosistemas marinos bentónicos. Estos organismos son capaces de alimentarse de sulfuro de hidrógeno en el agua que proviene de fumarolas volcánicas. Alrededor de las fumarolas volcánicas se encuentran grandes concentraciones de animales que se alimentan de estas bacterias. Por ejemplo, hay gusanos de tubo gigantes (Riftia pachyptila) de 1,5 m de largo y almejas (Calyptogena magnifica) de 30 cm de largo.

#### Organismos heterótrofos
Los organismos heterótrofos consumen organismos autótrofos y utilizan los compuestos orgánicos de sus cuerpos como fuentes de energía y como materia prima para crear su propia biomasa.
Los organismos eurihalinos son tolerantes a la sal y pueden sobrevivir en ecosistemas marinos, mientras que las especies estenohalinas o intolerantes a la sal solo pueden vivir en ambientes de agua dulce.

### Características abióticas
Un ecosistema está compuesto por comunidades bióticas que están estructuradas por interacciones biológicas y factores ambientales abióticos. Algunos de los factores ambientales abióticos importantes de los ecosistemas acuáticos incluyen el tipo de sustrato, la profundidad del agua, los niveles de nutrientes, la temperatura, la salinidad y el flujo.
La cantidad de oxígeno disuelto en un cuerpo de agua es frecuentemente la sustancia clave para determinar la extensión y los tipos de vida orgánica en el cuerpo de agua. Los peces necesitan oxígeno disuelto para sobrevivir, aunque su tolerancia al oxígeno bajo varía entre especies; en casos extremos de poco oxígeno, algunos peces incluso recurren a tragar aire. Las plantas a menudo tienen que producir aerénquima, mientras que la forma y el tamaño de las hojas también pueden verse alterados. Por el contrario, el oxígeno es fatal para muchos tipos de bacterias anaerobias.
Los niveles de nutrientes son importantes para controlar la abundancia de muchas especies de algas. En efecto, la abundancia relativa de nitrógeno y fósforo puede determinar qué especies de algas llegan a dominar. Las algas son una fuente de alimento muy importante para la vida acuática, pero al mismo tiempo, si proliferan demasiado, pueden causar mermas en los peces cuando se pudren. Una sobreabundancia similar de algas en ambientes costeros como el Golfo de México produce, al descomponerse, una región hipóxica de agua conocida como zona muerta.
La salinidad del cuerpo de agua también es un factor determinante en el tipo de especies que se encuentran en el cuerpo de agua. Los organismos de los ecosistemas marinos toleran la salinidad, mientras que muchos organismos de agua dulce no. El grado de salinidad en un estuario o delta es un control importante sobre el tipo de humedal (dulce, intermedio o salobre) y las especies animales asociadas. Las represas construidas río arriba pueden reducir las inundaciones de primavera y reducir la acumulación de sedimentos y, por lo tanto, pueden provocar una intrusión de agua salada en los humedales costeros.
El agua dulce que se usa para el riego a menudo absorbe niveles de sal que son perjudiciales para los organismos de agua dulce.

## Amenazas
La salud de un ecosistema acuático se degrada cuando se excede la capacidad del ecosistema para absorber un estrés. Un estrés en un ecosistema acuático puede ser el resultado de alteraciones físicas, químicas o biológicas del medio ambiente. Las alteraciones físicas incluyen cambios en la temperatura del agua, el flujo de agua y la disponibilidad de luz. Las alteraciones químicas incluyen cambios en las tasas de carga de nutrientes bioestimuladores, materiales que consumen oxígeno y toxinas. Las alteraciones biológicas incluyen la sobreexplotación de especies comerciales y la introducción de especies exóticas. Las poblaciones humanas pueden imponer un estrés excesivo a los ecosistemas acuáticos.
Hay muchos ejemplos de tensiones excesivas con consecuencias negativas. La historia ambiental de los Grandes Lagos de América del Norte ilustra este problema, particularmente cómo se pueden combinar múltiples tensiones, como la contaminación del agua, la sobreexplotación y las especies invasoras. El lago Pontchartrain a lo largo del Golfo de México ilustra los efectos negativos de diferentes tensiones, incluida la construcción de diques, la tala de pantanos, las especies invasoras y la intrusión salina.